# Дайзенхаузен
Дайзенхаузен (нем. Deisenhausen) — община в Германии, в земле Бавария.
Подчиняется административному округу Швабия. Входит в состав района Гюнцбург. Подчиняется управлению Крумбах. Население составляет 1491 человек (на 31 декабря 2010 года). Занимает площадь 11,67 км².

## Города-побратимы
- Шатийон-ла-Палю (Франция, с 1988)